# Врзич, Лука
Лука Врзич (хорв. Luka Vrzić; 5 января 2007, Загреб) — хорватский футболист, вингер клуба «Горица».

## Клубная карьера
Воспитанник столичного «Динамо», откуда перешёл в «Рудеш», а затем в «Горицу». В 2024 году был переведён в основной состав. Дебютировал 13 апреля в домашнем матче против «Динамо», заменив на 87-й минуте Габриэля Рукавину.

## Карьера в сборной
За сборную до 17 лет дебютировал 9 февраля 2024 года в товарищеской игре со сборной Греции, заменив на 62-й минуте Бруно Дурдова. Первым результативным действием отметился 26 марта в матче квалификации к Евро против сборной Ирландии, выйдя на замену на 67-й минуте и ударив по воротам на 80-й, после чего мяч в ворота загнал Патрик Марич. 17 мая попал в заявку сборной на турнир. На Евро дебютировал в первом матче группового этапа против сборной Австрии, выйдя в стартовом составе. Отыграл все три матча этапа, но вместе с командой занял третье место в группе и не вышел в плей-офф.